# Kajtaniwka (Swenyhorodka)
Kajtaniwka (ukrainisch Кайтанівка; russisch Кайтановка Kaitanowka) ist ein Dorf im Süden der ukrainischen Oblast Tscherkassy mit etwa 700 Einwohnern (2001).

Denkmal im Ort

Das Dorf liegt 14 km südöstlich vom ehemaligen Rajonzentrum Katerynopil und 115 km südwestlich vom Oblastzentrum Tscherkassy.
Am 12. Juni 2020 wurde das Dorf ein Teil der neugegründeten Siedlungsgemeinde Katerynopil, bis dahin bildete es die gleichnamige Landratsgemeinde Kajtaniwka (Кайтанівська сільська рада/Kajtaniwska silska rada) im Zentrum des Rajons Katerynopil.
Am 17. Juli 2020 kam es im Zuge einer großen Rajonsreform zum Anschluss des Rajonsgebietes an den Rajon Swenyhorodka.

## Persönlichkeiten
- Pawlo Fylypowytsch (1891–1937), ukrainischer Schriftsteller, Literaturkritiker und Übersetzer